# バレーボール南アフリカ共和国男子代表
バレーボール南アフリカ共和国男子代表は、バレーボールの国際大会で編成される南アフリカ共和国の男子バレーボールナショナルチームである。
1992年に国際バレーボール連盟へ加盟。

## 過去の成績

### オリンピックの成績
- 2004年 - アフリカ予選敗退
- 2008年 - アフリカ予選敗退

### 世界選手権の成績
- 2006年 - アフリカ予選敗退
- 2010年 - アフリカ予選敗退

### アフリカ選手権の成績
- 1993年 - 8位
- 1997年 - 7位
- 2001年 - 3位
- 2003年 - 7位
- 2005年 - 8位
- 2007年 - 4位
- 2009年 - 7位